# 953 TCN
953 TCN là một năm trong lịch La Mã.